# Lake Lanotoʻo
Lake Lanotoʻo ist ein vulkanischer Kratersee auf der Insel Upolu in Samoa. Es ist der größte See in Samoa. Der See ist Zentrum des Lake Lanotoʻo National Park und als Feuchtgebiet von internationaler Bedeutung unter der Ramsar-Konvention ausgewiesen.

## Geographie
Der See ist 400 m lang und erreicht eine Tiefe von maximal 17 m. Er bedeckt eine Fläche von 11 ha. Das Wasser hat durchschnittlich 27,8 C und einen pH-Wert von 5,72. Der Krater ist 100.000 bis 1 Mio. Jahre alt.
Etwas weiter westlich liegen Lake Lanoanea und Lake Lanoataata.

## Erforschung
Sediment-Bohrkerne aus dem See wurden herangezogen um die menschliche Besiedlung auf Upolu zu datieren und gaben einen Referenzrahmen für Polynesien. Man hat damit das Paläoklima und die historische Ökologie auf Upolu rekonstruiert.

## Natur
Der See ist ein wichtiges Habitat für die Augenbrauenente (Anas superciliosa, Pacific black duck) und das Südsee-Sumpfhuhn (Zapornia tabuensis, Spotless crake). Goldfische wurden in der Zeit der deutschen Kolonialherrschaft eingesetzt.